# Jiří Tancibudek
Jiří Tancibudek (5. března 1921 Klášter Hradiště nad Jizerou – 1. května 2004 Adelaide) byl australský hobojista českého původu. Při příležitosti 100. výročí narození mu byl in memoriam udělen titul čestný občan Mnichova Hradiště.

## Život
Narodil se v rodině učitele Jindřicha Tancibudka. Ke konci 20. let se rodina přestěhovala do Mnichova Hradiště.
Od 5 let hrál na housle. Po návštěvě koncertu mladoboleslavské filharmonie se rozhodl hrát na hoboj. Jeho prvním učitelem se stal Jan Mikeš. Hru na hoboj studoval na Pražské konzervatoři. V roce 1944 se stal hobojistou v orchestru Národního divadla. O rok později se stal hobojistou České filharmonie. Působil také v Českém komorním orchestru.
Když Kubelík z České filharmonie emigroval, byl Tancibudek několikrát vyšetřován. Nakonec se rozhodl se svou rodinou také emigrovat. Emigroval do Austrálie, kde vyučoval na Státní konzervatoři v Sydney. V roce 1953 se stal hobojistou v Královském symfonickém orchestru v Melbourne.
V roce 1954 pro něj Bohuslav Martinů napsal koncert pro hoboj, jeho premiéru zahrál v roce 1956 v Sydney.
Hudebnice byly i jeho dcery Eva a Sandra. I jeho další příbuzní se stali hudebníky.
Zemřel v roce 2004, když letěl na svatbu vnučky do Německa.